# Городок (Татарстан)
Городок — деревня в Алексеевском районе Татарстана. Входит в состав Бутлеровского сельского поселения.

## География
Находится в западной части Татарстана на расстоянии приблизительно 10 км по прямой на запад от районного центра Алексеевское на берегу Куйбышевского водохранилища.

## История
Основана в первой половине XVIII века.

## Население
Постоянных жителей было: в 1782 — 19 душ мужского пола, в 1859 — 298, в 1897 — 319, в 1908 — 233, в 1926 — 340, в 1938 — 281, в 1949 — 193, в 1958 — 179, в 1970 — 82, в 1979 — 46, в 1989 — 24, в 2002 — 5 (русские 100 %), 5 в 2010.